# Mât KXTV/KOVR
Le mât KXTV/KOVR (également connue sous le nom de Sacramento Joint Venture Tower) est une tour de télécommunications haubanée de 2 000 pieds (610 m) située dans l'Ouest des États-Unis, à Walnut Grove (Californie).
Construite en 2000, c'est la plus haute structure de Californie, le troisième mât haubané le plus haut du monde (en 2001) et la septième structure la plus haute ayant jamais existé si l'on inclut le mât radio détruit de Varsovie, le Burj Khalifa à Dubaï, la tour Shanghai à Shanghai et la Tokyo Skytree à Tokyo.

## Communications
Les antennes omnidirectionnelles sur la tour transmettent les signaux de diffusion en direct (ou over-the-air OTA en anglais) pour les canaux KXTV-TV 10 (virtuel et émission) et les canaux KOVR-TV 13 (virtuel) et 25 (émission). Les coordonnées géographiques du site, une zone rurale basse d'environ 23 mi (37 km) au sud-sud-ouest de Sacramento et 25 mi (40 km) au nord-nord-ouest de Stockton, sont 38°14′23″N 121°30′06″W / 38.23972°N 121.50167°W.
Dans la région immédiate de la tour KXTV/KOVR se trouvent deux tours de hauteur similaire, la tour Channel 40 et KVIE-TV Channel 6 et la tour Channel 3-Hearst-Argyle, formant un impressionnant trio d'antennes sur la rive est la rivière Sacramento, à l'ouest de l'autoroute Interstate 5. Elles peuvent facilement être vues à des kilomètres à la ronde.
Les antennes de ces tours desservent des stations diffusant des programmes aux téléspectateurs dans la DMA(Designated Market Area ou zone de marché désignée en français) de Sacramento/Stockton/Modesto dans la vallée centrale de Californie.
Avec leurs hauteurs impressionnantes et leurs emplacements stratégiques à Walnut Grove, elles fournissent une couverture de signal en visibilité directe (LOS) aux zones de la vallée adjacente sur plus de 100 kilomètres au nord (Sacramento) et au sud-sud-est (Stockton et Modesto). Elles offrent également une assez bonne couverture au-delà de la vallée vers l'est dans les contreforts et les montagnes de la Sierra Nevada, et vers l'ouest dans certaines parties est de la baie de San Francisco (comtés de l'est de Solano et de Contra Costa).
La tour du film Fall (2022) est basée sur cette tour radio, selon son réalisateur.

## Locataires actuels
- KOVR Ch. 13 (analogique (ancien))
- KOVR Ch. 25 (numérique)
- KMAX Ch. 21 (numérique)
- KXTV Ch. 10 (analogique (ancien))
- KXTV Ch. 10 (numérique)
- KTFK Ch. 26 (numérique)